# Alcoa, Tennessee
Alcoa, Tennessee (енгл. Alcoa) град је у америчкој савезној држави Тенеси.

## Демографија
По попису из 2010. године број становника је 8.449, што је 715 (9,2%) становника више него 2000. године.
| Група             | 2000.         | 2010.         |
| Белци             | 6.196 (80,1%) | 6.451 (76,4%) |
| Афроамериканци    | 1.238 (16,0%) | 1.181 (14,0%) |
| Азијати           | 26 (0,3%)     | 40 (0,5%)     |
| Хиспаноамериканци | 146 (1,9%)    | 575 (6,8%)    |
| Укупно            | 7.734         | 8.449         |